# Saint-Genis-du-Bois
Saint-Genis-du-Bois (okzitanisch Sent Genís deu Bòsc ) ist eine ehemalige französische Gemeinde mit 86 Einwohnern (Stand: 1. Januar 2022) im Département Gironde in der Region Nouvelle-Aquitaine (vor 2016 Aquitaine). Sie gehörte zum Arrondissement Langon. Die Einwohner werden Saint-Génissois und Saint-Génissoises genannt.
Der Erlass des Präfekten vom 25. November 2024 legte mit Wirkung zum 1. Januar 2025 die Eingliederung von Saint-Genis-du-Bois als Commune déléguée zusammen mit der früheren Gemeinde Porte-de-Benauge zur neuen, gleichnamigen Commune nouvelle Porte-de-Benauge fest.

## Geografie

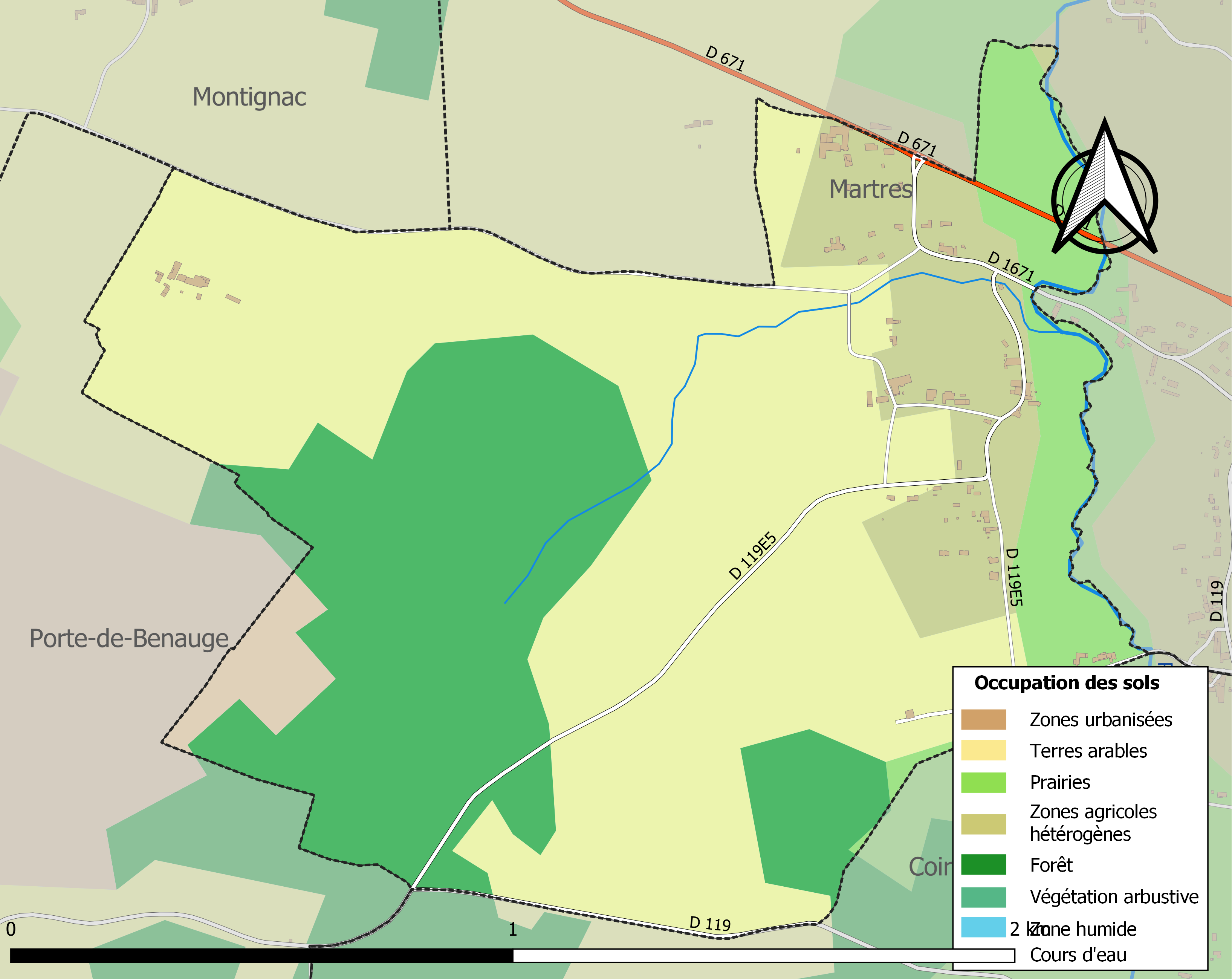
Bodennutzung, Hydrografie und Infrastruktur von Saint-Genis-du-Bois (2018)

Saint-Genis-du-Bois liegt etwa 35 Kilometer ostsüdöstlich von Bordeaux und etwa 17 Kilometer nordnordöstlich von Langon im Weinbaugebiet Entre deux mers der Région naturelle Entre-Deux-Mers. Das Ortsgebiet befindet sich im Einzugsgebiet der Dordogne und wird von der Engranne entwässert, die es im Osten begrenzt.
Das Bodenrelief von Saint-Genis-du-Bois ist hügelig. Die maximale Höhe von 85 m wird im Südwesten gemessen. Das Zentrum liegt oberhalb der Engranne auf etwa 58 m Höhe. Die tiefste Stelle wird im äußersten Norden beim Austritt der Engranne aus dem Ortsgebiet mit 42 m gemessen.
Teile des Gebiets von Saint-Genis-du-Bois gehören zum 633 Hektar großen Natura 2000-Schutzgebiet „Réseau hydrographique de l’Engranne“ (FR7200690) und von zwei ZNIEFF-Naturzonen. Rund 70 % der Fläche von Saint-Genis-du-Bois werden landwirtschaftlich genutzt, rund 28 % sind bewaldet, vor allem Laubwald im Südwesten, rund 2 % entfallen Bergwerke, Deponien und Baustellen.
Umgeben wird Saint-Genis-du-Bois von den Nachbargemeinden Montignac im Nordwesten und Norden, Martres im Norden und Osten und Coirac im Südosten und Süden sowie vom Ortsteil Porte-de-Benauge im Südwesten und Westen.

## Geschichte
Von 1985 bis 1987 durchgeführte Ausgrabungen förderten ein Bauwerk und eine Nekropole aus der gallorömischen Zeit zutage. Verschiedene im 19. Jahrhundert entdeckte Gegenstände, insbesondere eine Gürtelschnalle aus Bronze, zeugen von der Kontinuität dieser ersten Besiedelung des Ortsgebiets während der Merowingerzeit.
Saint-Genis-du-Bois, eine im 13. Jahrhundert erwähnte Pfarrei, war im Mittelalter und in der Neuzeit Sitz einer Krankenhauskomturei, von der noch die Templerkirche aus dem 12. Jahrhundert erhalten ist. Nach der offiziellen Auflösung des Templerordens im Jahr 1317 wurde die Anlage 1319 wie der größte Teil des Eigentums des Templerordens an die Malteserritter abgetreten.
Die Gemeinde hatte keine anderen Seigneurs als die Malteserritter, die eine Mühle am Fluss besaßen, die im 15. Jahrhundert wieder aufgebaut und im 18. und 19. Jahrhundert umgebaut wurde.

## Bevölkerungsentwicklung
| Jahr                       | 1962 | 1968 | 1975 | 1982 | 1990 | 1999 | 2006 | 2013 | 2020 |
| Einwohner                  | 76   | 65   | 60   | 70   | 83   | 75   | 90   | 95   | 86   |
| Quellen: Cassini und INSEE |      |      |      |      |      |      |      |      |      |

## Sehenswürdigkeiten
- Romanische Pfarrkirche Saint-Genis, vormals Kirche des Malteser-Ritterordens, aus dem 12. Jahrhundert, seit 1925 als Monument historique eingeschrieben
- Pfarrhaus aus dem 17. und 18. Jahrhundert, während der Französischen Revolution als Nationalgut verkauft
- Wohnsitz, genannt La Commanderie, aus dem 16. und 17. Jahrhundert
- Wohnsitz, genannt Le Château, aus dem 18. Jahrhundert, im 19. Jahrhundert erweitert
- Getreidemühle, genannt Mühle von Saint-Genis, im 15. Jahrhundert neu gebaut, im 17. und 19. Jahrhundert umgestaltet
- Schmiede im Weiler Paillet aus dem Ende des 18. Jahrhunderts, im 19. Jahrhundert umgestaltet
- Lavoir (ehemaliges Waschhaus)
- Bauernhof Lacoste, genannt Mayne de Miche aus dem 18. Jahrhundert

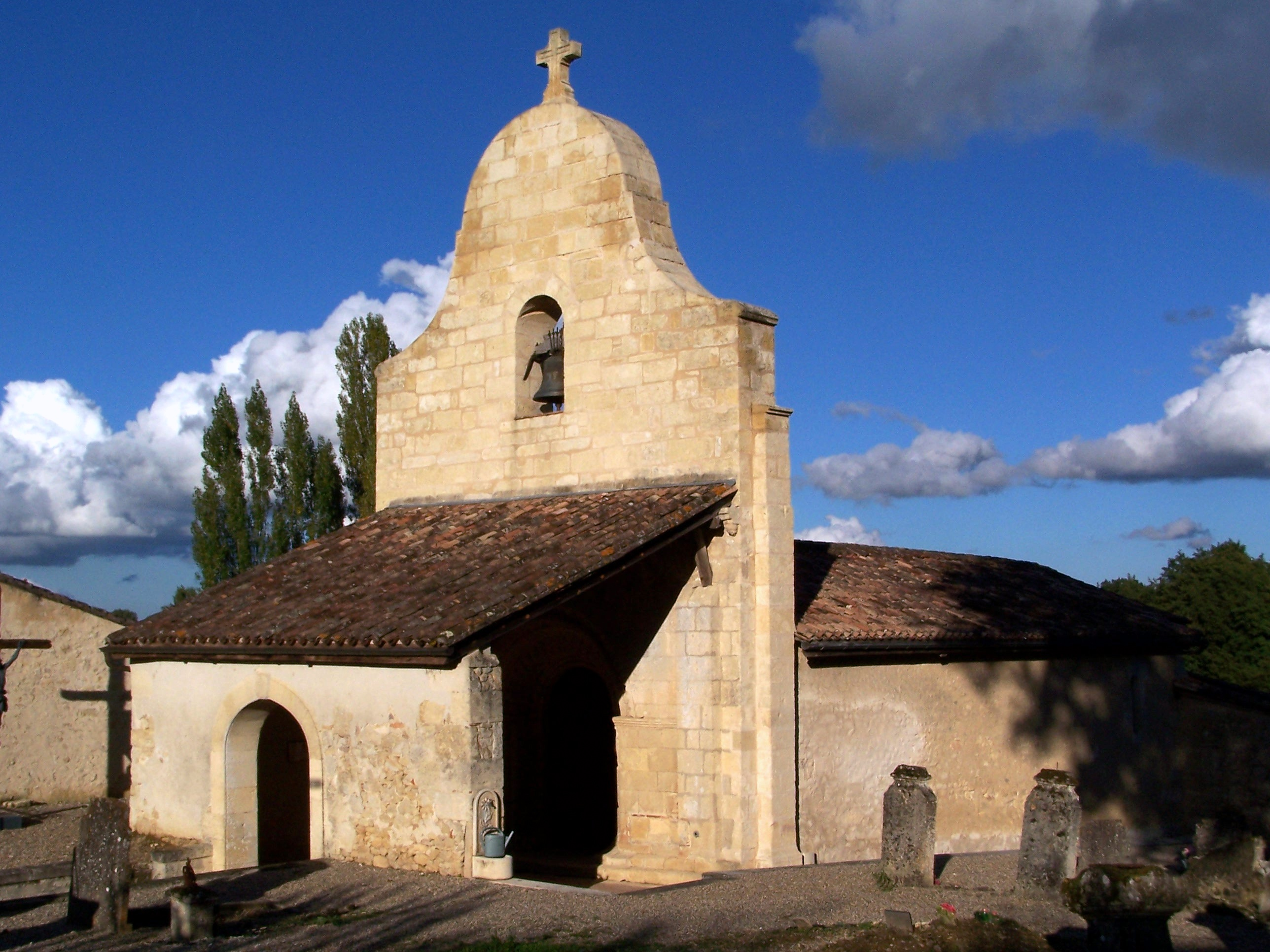
Pfarrkirche Saint-Genis
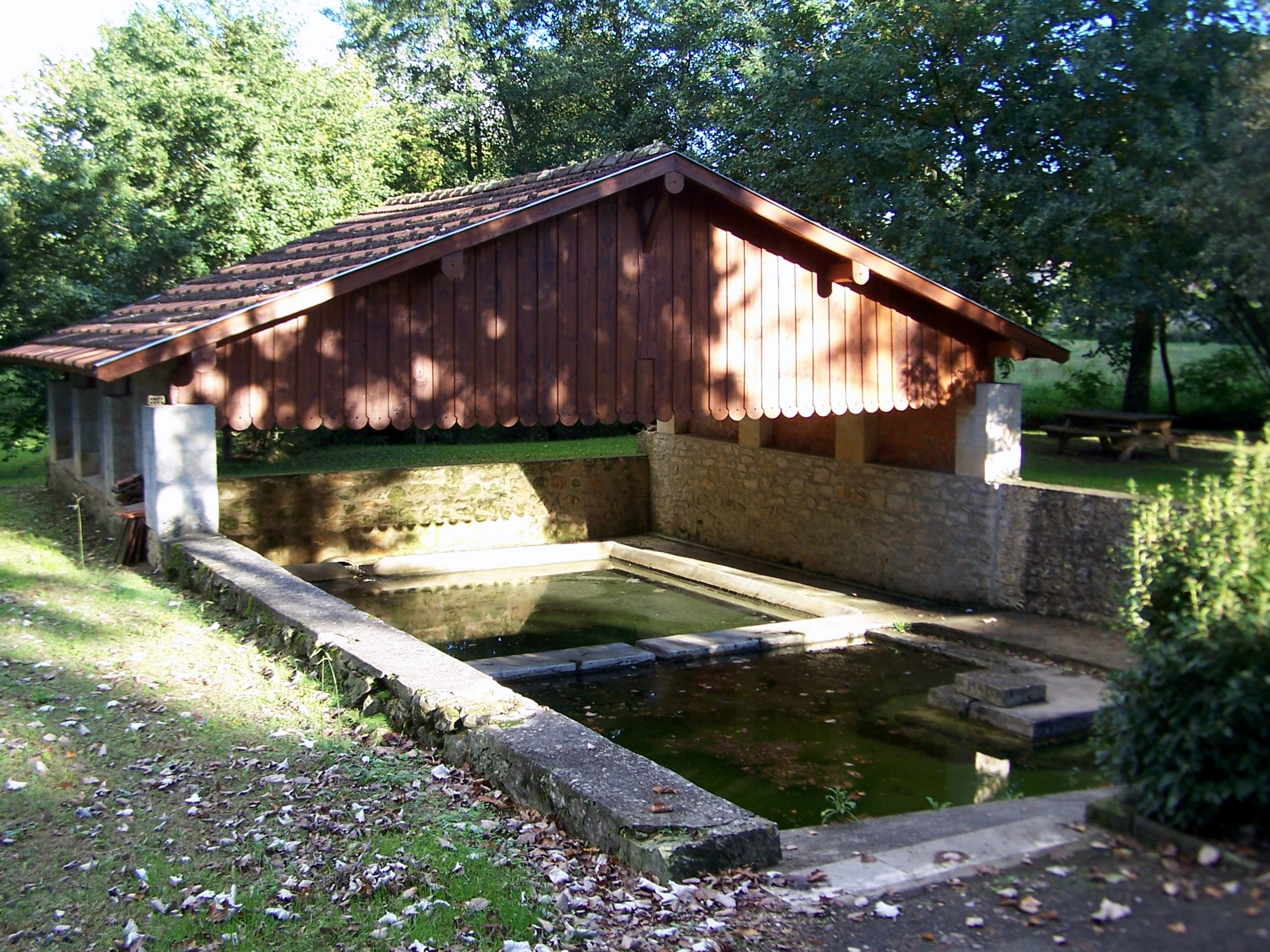
Lavoir